# St. Anger (àlbum)
St. Anger és el vuitè àlbum d'estudi de la banda estatunidenca de thrash metal Metallica. Va ser publicat el 5 juny novembre de 2003, amb la producció de Bob Rock per Elektra Records i Vertigo Records.
Aquest llançament va establir la segona etapa més llarga de la banda entre àlbums d'estudi amb gairebé sis anys després de la publicació de Reload. Fou la darrera vegada que van comptar amb Bob Rock per la producció, amb el qual havien treballat en els darrers tres àlbums d'estudi (Metallica, 1991), i també el darrer disc que van publicar amb la discogràfica Elektra Records. El procés d'enregistrament es va allargar molt perquè van patir moltes complicacions com per exemple la sortida de Jason Newsted de la banda, o la rehabilitació de James Hetfield per alcoholisme.
Metallica estigué gairebé dos anys promocionant el disc amb una gira internacional. L'àlbum de debutar en la primera posició de les llistes de molts països, inclòs els Estats Units, fou certificat amb doble disc de platí en aquest país, i arribà als sis milions de còpies venudes a tot el món. El primer senzill del disc fou guardonat amb un premi Grammy com a millor cançó metal.

## Producció
La banda va llogar uns barracons militars del Presidio de San Francisco (Califòrnia) i el va convertir en un estudi improvisat el gener de 2001. Malauradament hagueren de posposar l'enregistrament a causa de la sortida de Jason Newsted. El baixista va anunciar l'abandonament el 17 de gener de 2001 adduint a raons personals després de catorze anys sent membre de la banda. Com que no tenien temps de buscar un nou baixista, van optar perquè el productor Bob Rock el substituís només durant la gravació de les cançons, i un cop acabat aquest període, ja es dedicarien amb calma a cercar un substitut. El procés continuà endavant fins al juliol del mateix any, quan el cantant James Hetfield hagué de realitzar un programa de rehabilitació per alcoholisme i altres addiccions. Hetfield no es reincorporà a la banda fins al desembre de 2001, però només estava autoritzat a treballar durant quatre hores al migdia. Durant aquesta època van contractar a un entrenador personal per millorar el seu rendiment en la lluita i superació de les seves addiccions. Tot aquest procés fou documentat pels cineastes Joe Berlinger i Bruce Sinofsky, que amb més de mil hores gravades van poder editar la pel·lícula documental Some Kind of Monster.

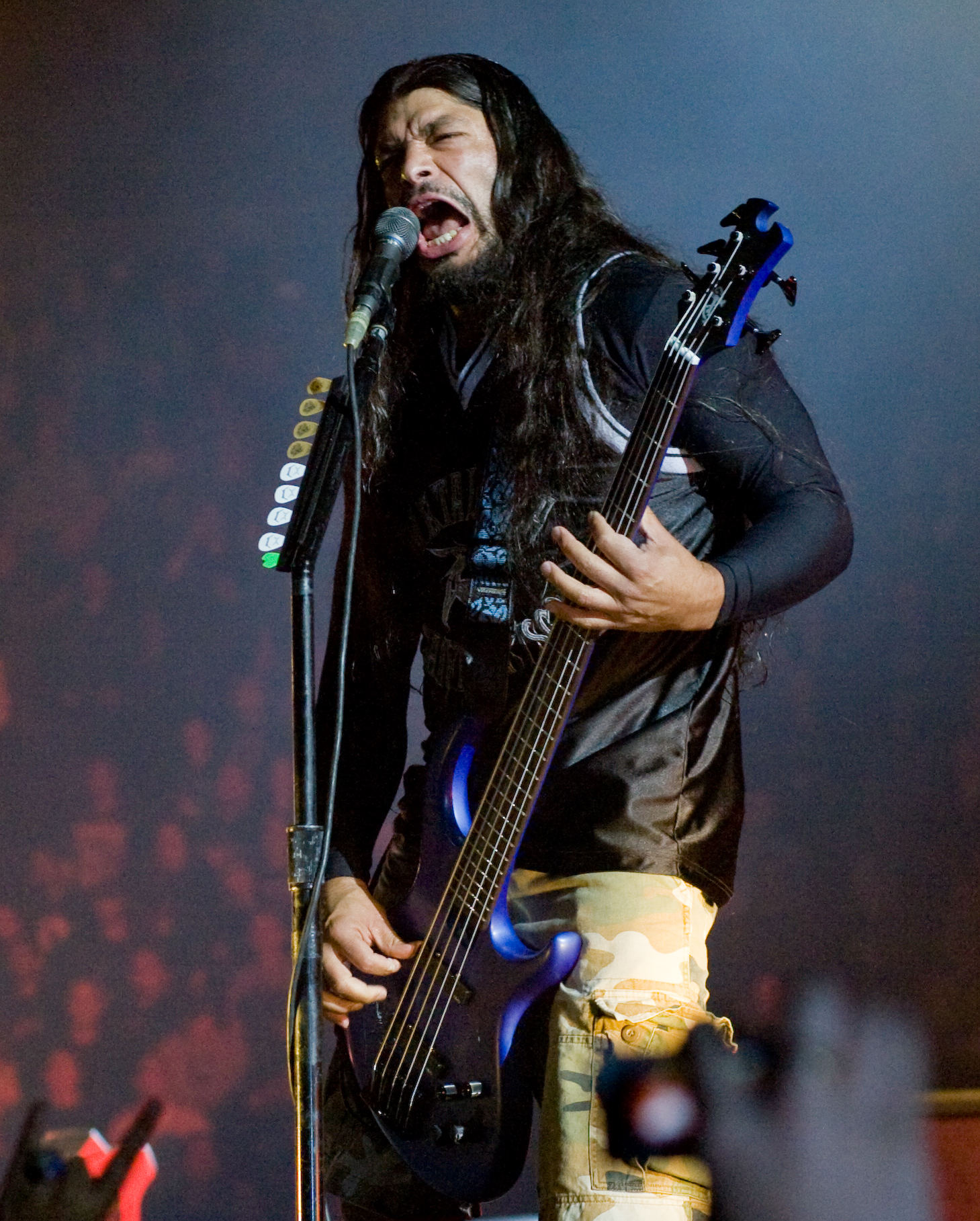
Robert Trujillo a Londres (2008).

Hetfield va assenyalar que l'àlbum fou escrit amb molta passió, condensava gran quantitat d'emocions molt profundes sobre canvis personals, lluites i epifanies. El so que desprèn és deliberadament cru per demostrar la profunditat de les emocions que sentien i llavors, Bob Rock no va polir el so durant les mescles. Musicalment també destacaven la falta de solos de guitarra i un canvi en l'estil de tocar la bateria amb la caixa més apagada per aconseguir un to poc comú en el metal.
Quan van finalitzar l'enregistrament de St. Anger, els membres de Metallica van començar la cerca d'un nou baixista permanent. El febrer de 2003 va anunciar la contractació de Robert Trujillo. El nou integrant apareix en el material fotogràfic d'assaigs inclòs en el DVD de l'àlbum.
L'artista Brian "Pushead" Schroeder va dissenyar la portada de l'àlbum i tot el material gràfic de l'àlbum. Anteriorment ja havia dissenyat diversos productes per la banda com altres portades i samarretes, però realment aquest fou el primer treball important per Metallica.

## Publicació
L'àlbum fou publicat el 5 de juny de 2003 malgrat que originalment estava programat pel dia 10. El motiu fou que a causa de les anteriors disputes contra el lloc web Napster i a la por que tenien que l'àlbum fou llançat il·legalment. Una edició especial de St. Anger fou publicat amb un DVD extra que incloïa directes i assaigs en l'estudi.
En la primera setmana va vendre més de 400.000 còpies i va debutar al número 1 de diverses llistes internacionals entre les quals destaca la Billboard 200 estatunidenca.
Per tal de promocionar el nou treball, Metallica va realitzar una gira mundial que va durar gairebé dos anys. La primera etapa fou als Estats Units amb el nom de Summer Sanitarium 2003 i amb la col·laboració de les bandes Limp Bizkit, Deftones, Linkin Park, i Mudvayne. A continuació van iniciar la gira mundial Madly in Anger amb Godsmack (i Slipknot en alguns concerts), que va finalitzar a les acaballes del 2004. Malgrat que en aquesta gira van interpretar moltes cançons de l'àlbum, algunes escurçades i altres amb algunes modificacions, la majoria van perdre pes dins el seu catàleg amb el pas de pocs anys i van desapréixer dels seus concerts. De fet, el darrer concert de gira on fou interpretada una cançó de St. Anger fou el 2008, només s'han produït excepcions pel concert privat per celebrar el 30è aniversari 30th Anniversary Tour (2011) i la gira especial Metallica by Request (2014) perquè fou votada "St. Anger" pels seus seguidors.

## Recepció
Aquest àlbum de rebre opinions força positives dels mitjans especialitzats. Tot i que per moment podia semblar un desastre a estones, es podia veure una banda tocant amb passió des de feia molts anys. En general s'apreciava el canvi de rumb i la tornada al seu so característic, ja que la banda demostrava la seva autenticitat. Altres mitjans no van ser tan benvolents i van centrar les seves crítiques en què en general era un treball desagradable.
L'any 2004 fou guardonat amb un premi Grammy per la millor actuació de metal pel primer senzill i homònim de l'àlbum.

## Llista de cançons
Totes les cançons foren escrites i compostes per James Hetfield, Lars Ulrich, Kirk Hammett i Bob Rock. 
| Núm.          | Títol                  | Durada  |
| ------------- | ---------------------- | ------- |
| 1.            | «Frantic»              | 5:50    |
| 2.            | «St. Anger»            | 7:21    |
| 3.            | «Some Kind of Monster» | 8:26    |
| 4.            | «Dirty Window»         | 5:25    |
| 5.            | «Invisible Kid»        | 8:30    |
| 6.            | «My World»             | 5:46    |
| 7.            | «Shoot Me Again»       | 7:10    |
| 8.            | «Sweet Amber»          | 5:27    |
| 9.            | «The Unnamed Feeling»  | 7:10    |
| 10.           | «Purify»               | 5:14    |
| 11.           | «All Within My Hands»  | 8:48    |
| Durada total: | Durada total:          | 1:15:01 |

| 1.            | «Frantic»              | 6:45    |
| 2.            | «St. Anger»            | 7:37    |
| 3.            | «Some Kind of Monster» | 8:40    |
| 4.            | «Dirty Window»         | 6:24    |
| 5.            | «Invisible Kid»        | 8:54    |
| 6.            | «My World»             | 6:09    |
| 7.            | «Shoot Me Again»       | 7:24    |
| 8.            | «Sweet Amber»          | 5:54    |
| 9.            | «The Unnamed Feeling»  | 7:30    |
| 10.           | «Purify»               | 5:35    |
| 11.           | «All Within My Hands»  | 9:37    |
| Durada total: | Durada total:          | 1:20:35 |

## Posicions en llista
| Llista (2003) | Posició | Certificacions |
| ------------- | ------- | -------------- |
| Alemanya      | 1       | 3x Platí       |
| Austràlia     | 1       |                |
| Canadà        | 1       | 2x Platí       |
| Estats Units  | 1       | 2x Platí       |
| França        | 1       |                |
| Japó          | 1       | 1x Platí       |
| Nova Zelanda  | 1       |                |
| Regne Unit    | 3       | 1x Or          |

## Crèdits
Metallica
- James Hetfield – cantant, guitarra rítmica
- Kirk Hammett – guitarra solista, veus addicionals
- Lars Ulrich – bateria
- Bob Rock – baix (sessions d'enregistrament)

Producció
- Metallica – producció, disseny àlbum
- Bob Rock – producció, enginyeria, mescles
- Mike Gillies i Eric Helmkamp – ajudant d'enginyeria i ajudant de mescles
- Mike Gillies – enginyeria digital
- Vlado Meller – masterització
- Pushead – il·lustració portada
- Anton Corbijn – fotografia
- Brad Klausen – disseny de producció
- Matt Mahurin – il·lustració St. Anger, imatge de James Hefield i Kirk Hammett
- Forhelvede Productions – imatge de Lars Ulrich
- Pascal Brun and Comenius Röthlisberger – imatge de Robert Trujillo

St. Anger Rehearsals DVD
- Wayne Isham – director videoclip
- Dana Marshall – producció
- Greg Rodgers i Gary Rodgers – muntatge
- Alex Poppas – director de fotografia
- Jean Pellerin, Mike Hatchet, Dave Hatchet, Colin Mitchell, Ryan Smith i Nick Pectol – equip de filmació
- Logan Lebo – gaffer
- Paul Owen: so
- Scott Cunningham: director de producció
- Connie Isham: continuista
- Jean Pellerin, Tracy Loth i Jason Bridges: muntatge addicional